# Pass Out of Existence
Pass Out of Existence är ett album av Chimaira, utgivet 2001.

## Låtlista
1. "Let Go" - 3:51
2. "Dead Inside" - 3:45
3. "Severed" - 3:16
4. "Lumps" - 3:54
5. "Pass Out of Existence" - 3:24
6. "Abeo" - 1:44
7. "SP Lit" - 3:12
8. "Painting the White to Grey" - 4:44
9. "Taste My..." - 4:02
10. "Rizzo" - 4:38
11. "Sphere" - 4:20
12. "Forced Life" - 3:46
13. "Options" - 3:50
14. "Jade" - 13:56